# Viechtach
Viechtach (in bavarese Veita) è un comune tedesco di 8 483 abitanti. Situato nel land della Baviera e lungo il fiume Schwarzer Regen, si trova 31 chilometri a nord-est di Straubing, nelle vicinanze di una montagna di quarzo. Etimologicamente il toponimo deriva da Fichte, ossia abete rosso.

## Geografia antropica

### Suddivisioni amministrative
Il comune è suddiviso amministrativamente nelle seguenti frazioni (Ortsteile):
| - Amesberg - Angerhäuser - Bachlern - Bärndorf - Bärnloch - Baumgarten - Blossersberg - Böhmerlhäusl - Brücklwies - Buchberg - Bühling - Dürrfeld - Eben - Ebenholz - Eging - Eichbühl - Enzleinsgrub - Fernöd - Fischaitnach - Gmeinholz - Gröllerhaus - Grossenau - Grubhof - Gscheidbühl | - Gstadt - Gumbach - Haid - Harnberg - Hartbühl - Haselbach - Heinzlhof - Heitzenzell - Hinkhof - Hohenleithen - Höllenstein - Huttersberg - Irlach - Irlseign - Kager - Kaltenbrunn - Kastlmühle - Kreuzbuche - Kreuzstiegl - Kronberg - Kronberghäng - Lammerbach - Lerchenfeld - Leuthenmühle | - Lindl - Moosleuthen - Nebenweg - Neunußberg - Oberbrettersbach - Oberhöfen - Penzrain - Pfaffenzell - Pfahl - Pignet - Pirka - Plöß - Poppenzell - Rannersdorf - Rattersberg - Rauhbühl - Reibenmühle - Reilbrunn - Reilhäng - Reilhof - Reilwies - Reiserberg - Riedmühle | - Ries - Rittmannsberg - Rothenbühl - Rugenhof - Rugenmühle - Sägmühle - Schlatzendorf - Schmidweide - Schnitzhof - Schnitzmühle - Schönau - Schwalstein - Schwibleinsberg - Stein - Stockhof - Stockwiese - Unterbrettersbach - Viechtach - Weigelsberg - Wiesing - Wurz - Zieglhütte - Zießelsberg |

## Società

### Evoluzione demografica
| Anno | Popolazione |
| 1970 | 7.321       |
| 1987 | 8.015       |
| 2000 | 8.581       |
| 2015 | 8.060       |

## Cultura

### Istruzione
Il comune dispone, oltre che di asili nido frequentati attualmente da 226 bambini, di due scuole primarie, una Realschule (istituto tecnico) ed un Gymnasium (liceo).